# Bsms
bSMS или Bulk SMS е автоматичното разпространение на голям брой SMS-и до мобилни телефони. Използва се предимно от бизнеса или банки с разнообразни цели, към служители, към клиенти или партньори (най-вече за маркетинг и контрол на измамите).
По-известно е като „SMS-известия“ (SMS notifications) или „SMS-уведомяване“. bSMS могат да бъдат изпращани практически навсякъде по света.

## Bulk SMS софтуер
Софтуерът трябва да може да изпраща и получава множество съобщения и да управлява съдържанието. Този тип софтуер е разнообразен с различни потребителски интерфейси.
Повечето bSMS софтуерни продукти дават възможността да се качва списък с телефонни номера на мобилни абонати. Съвременните софтуери автоматично премахват дублиращи се номера, могат да изпращат съобщения по предварителен график, ден, час, както и да изпращат национално или мееждународно. Могат да се изпращат съобщения и с текст на кирилица.

## bSMS web widget
Позволява на собствениците на уеб сайтове или разработчиците да събират мобилните номера на потребителите с доставяне на SMS нотрификации (за България е необходимо предварителното съгласие на собственика на мобилния номер, за да получава SMS уведомяване).

## bSMS API
При bSMS, предимно се използва API стандарт, който позволява на програмистите да добавят SMS функционалности към различни програми:
- HTTP
- Имейл
- SMPP
- FTP